# Miwa (Sängerin)

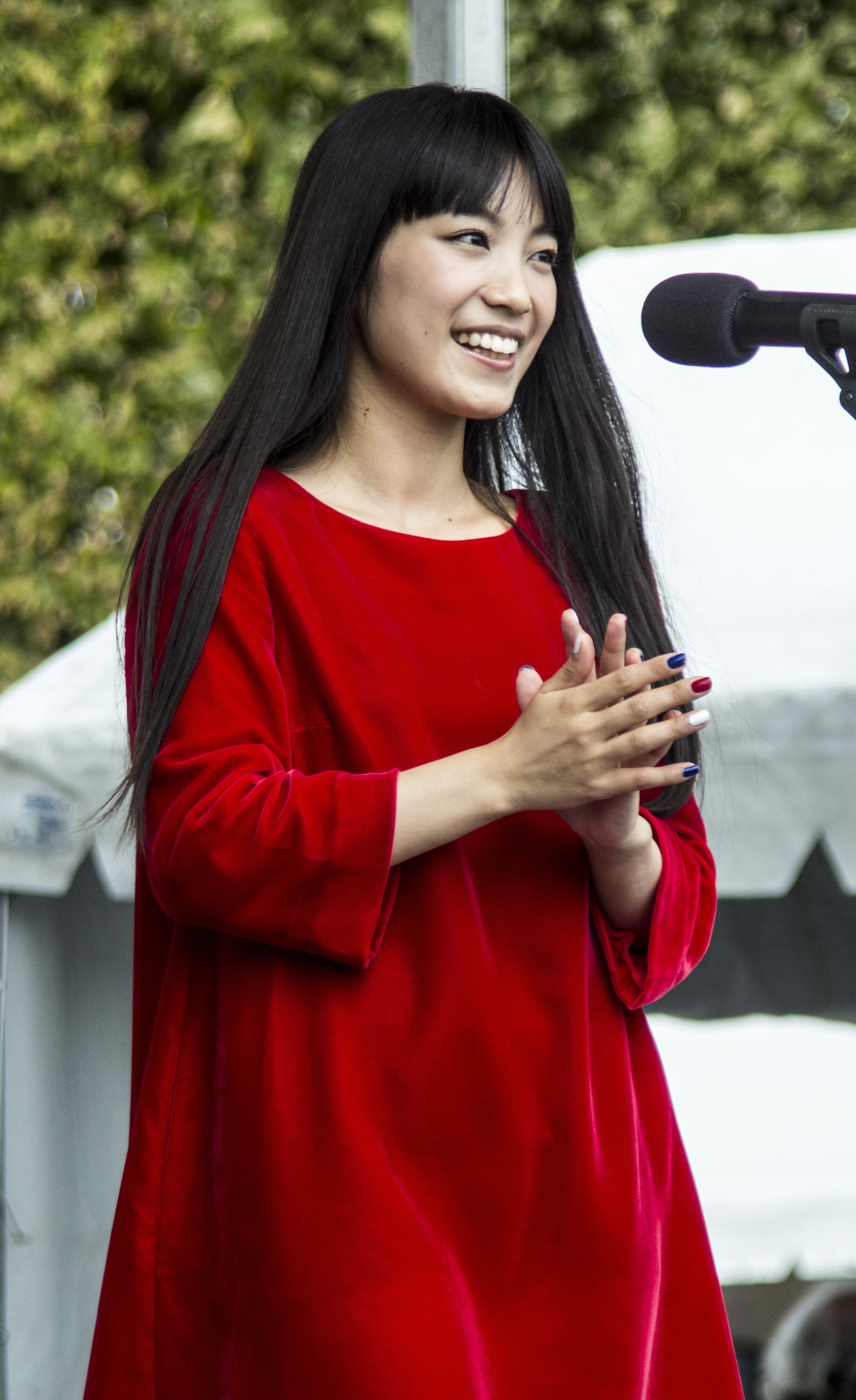
Miwa (2014)

miwa (* 15. Juni 1990 in Hayama) ist eine japanische Singer-Songwriterin.

## Leben
Miwa wurde in Hayama in Japan geboren. Von Beruf ist sie Singer-Songwriterin im Genre J-Pop und Rockmusik. Sie singt und spielt Gitarre und Klavier. Seit 2010 ist sie bei Sony Music Entertainment Japan unter Vertrag.
Sie begann ihre Live-Aktivitäten 2008. Am 3. März 2010 erschien ihre Debüt-Single Dont cry anymore. Am 6. April 2011 erschien ihr erstes Album Guitarissimo, am 14. März 2012 ihr Album Guitarium und am 22. Mai 2013 das Album Delight.

## Diskografie

### Studioalben
| Jahr | Titel        | Höchstplatzierung, Gesamtwochen, AuszeichnungChartsChartplatzierungen (Jahr, Titel, Platzierungen, Wochen, Auszeichnungen, Anmerkungen) | Anmerkungen                            |
| Jahr | Titel        | JP | Anmerkungen                            |
| ---- | ------------ | --- | -------------------------------------- |
| 2011 | Guitarissimo | JP1 Gold · (22 Wo.)JP | Erstveröffentlichung: 6. April 2011    |
| 2012 | Guitarium    | JP3 Gold · (21 Wo.)JP | Erstveröffentlichung: 14. März 2012    |
| 2013 | Delight      | JP1 Gold · (41 Wo.)JP | Erstveröffentlichung: 22. Mai 2013     |
| 2015 | Oneness      | JP3 Gold · (26 Wo.)JP | Erstveröffentlichung: 8. April 2015    |
| 2017 | Splash World | JP5 (15 Wo.)JP | Erstveröffentlichung: 22. Februar 2017 |
| 2022 | Sparkle      | JP15 (4 Wo.)JP | Erstveröffentlichung: 23. Februar 2022 |
| 2024 | 7th          | JP9 (3 Wo.)JP | Erstveröffentlichung: 29. Mai 2024     |

### Kompilationen
| Jahr | Titel                              | Höchstplatzierung, Gesamtwochen, AuszeichnungChartsChartplatzierungen (Jahr, Titel, Platzierungen, Wochen, Auszeichnungen, Anmerkungen) | Anmerkungen                           |
| Jahr | Titel                              | JP | Anmerkungen                           |
| ---- | ---------------------------------- | --- | ------------------------------------- |
| 2016 | Miwa Ballad Collection: Graduation | JP1 (7 Wo.)JP | Erstveröffentlichung: 20. Januar 2016 |
| 2018 | miwa The Best                      | JP2 (14 Wo.)JP | Erstveröffentlichung: 11. Juli 2018   |

### Singles
| Jahr | Titel Album | Höchstplatzierung, Gesamtwochen, AuszeichnungChartsChartplatzierungen (Jahr, Titel, Album, Platzierungen, Wochen, Auszeichnungen, Anmerkungen) | Anmerkungen                                        |
| Jahr | Titel Album | JP | Anmerkungen                                        |
| ---- | --- | --- | -------------------------------------------------- |
| 2010 | Don’t Cry Anymore Guitarissimo | JP11 Platin (Digital) · (10 Wo.)JP | Erstveröffentlichung: 3. März 2010                 |
| 2010 | Little Girl (リトルガール) Ritoru Gāru Guitarissimo | JP18 (5 Wo.)JP | Erstveröffentlichung: 23. Juni 2010                |
| 2010 | Change Guitarissimo | JP8 Gold (Mobile Downloads) · (7 Wo.)JP | Erstveröffentlichung: 1. September 2010            |
| 2010 | Otoshimono (オトシモノ) Lost Item Guitarissimo | JP14 Gold (Digital) · (8 Wo.)JP | Erstveröffentlichung: 1. Dezember 2010             |
| 2011 | Haru ni Nattara (春になったら) When It Becomes Spring Guitarissimo                                                                                               | JP11 (7 Wo.)JP | Erstveröffentlichung: 23. Februar 2011             |
| 2011 | 441 (Yon Yon Ichi) Guitarium | JP7 (5 Wo.)JP | Erstveröffentlichung: 29. Juni 2011                |
| 2011 | Friday-Ma-Magic Guitarium | JP9 (5 Wo.)JP | Erstveröffentlichung: 21. September 2011           |
| 2012 | Kataomoi (片想い) Unrequited love Guitarium | JP7 Gold (Digital) · (5 Wo.)JP | Erstveröffentlichung: 1. Februar 2012              |
| 2012 | Hikari e (ヒカリヘ) To the Light Delight | JP4 Gold + Diamant (Digital) · (25 Wo.)JP | Erstveröffentlichung: 15. August 2012              |
| 2013 | Whistle (Kimi to Sugoshita Hibi) (ホイッスル～君と過ごした日々～) Whistle (Days Spent with You) Delight                                                          | JP4 (11 Wo.)JP | Erstveröffentlichung: 16. Januar 2013              |
| 2013 | Miracle (ミラクル) Mirakuru Delight | JP6 Platin (Digital) · (6 Wo.)JP | Erstveröffentlichung: 24. April 2013               |
| 2013 | Faraway / Kiss You Oneness / – | JP6 (9 Wo.)JP | Erstveröffentlichung: 4. September 2013            |
| 2014 | Faith Oneness | JP4 (10 Wo.)JP | Erstveröffentlichung: 12. Februar 2014             |
| 2014 | Kimi ni Deaeta Kara (君に出会えたから) Because I Met You / Gesshoku (Winter Moon) (月食) Lunar Eclipse Oneness                                                   | JP4 Gold (Digital) · (8 Wo.)JP | Erstveröffentlichung: 2. Juli 2014                 |
| 2014 | Kibō no Wa (希望の環(WA)) Circle of Hope Oneness | JP10 (10 Wo.)JP | Erstveröffentlichung: 12. November 2014            |
| 2015 | Fighting-φ-Girls (Faitingu Fai Gāruzu) Oneness | JP5 (7 Wo.)JP | Erstveröffentlichung: 28. Januar 2015              |
| 2015 | 360° Oneness | JP5 Gold (Digital) · (12 Wo.)JP | Erstveröffentlichung: 25. Februar 2015             |
| 2015 | Yozora (夜空。) Night Sky / Stress Free (ストレスフリー) Sutoresufurī Miwa Ballad Collection / Oneness                                                           | JP8 Platin (Digital) + Gold (Streaming) · (13 Wo.)JP                                                                                           | Erstveröffentlichung: 19. August 2015 feat. Hazzie |
| 2015 | Anata ga Koko ni Ite Dakishimeru Koto ga Dekiru nara (あなたがここにいて抱きしめることができるなら) If You Were Here and I Could Hold You Miwa Ballad Collection | JP8 Platin (Digital) · (12 Wo.)JP | Erstveröffentlichung: 11. November 2015            |
| 2016 | Princess Splash World | JP5 (8 Wo.)JP | Erstveröffentlichung: 22. Juni 2016                |
| 2016 | Yui (結 -ゆい-) Splash World | JP5 (7 Wo.)JP | Erstveröffentlichung: 10. Mai 2016                 |
| 2017 | Shiny (シャイニー) Shainī – | JP12 (6 Wo.)JP | Erstveröffentlichung: 24. Mai 2017                 |
| 2017 | We Are the Light – | JP10 (6 Wo.)JP | Erstveröffentlichung: 25. Oktober 2017             |
| 2018 | Update (アップデート) Appudēto – | JP11 (10 Wo.)JP | Erstveröffentlichung: 9. Mai 2018                  |
| 2019 | Reboot (リブート) Ribūto – | JP12 Gold (Digital) · (9 Wo.)JP | Erstveröffentlichung: 14. August 2019              |
| 2019 | Storyteller / (ティーンエイジドリーム) – | JP13 (4 Wo.)JP | Erstveröffentlichung: 25. Dezember 2019            |
| 2020 | Daitan! – | JP13 (4 Wo.)JP | Erstveröffentlichung: 9. September 2020            |
| 2021 | 神無 -KANNA- – | JP21 (5 Wo.)JP | Erstveröffentlichung: 18. August 2021              |
| 2021 | アイヲトウ – | JP26 (3 Wo.)JP | Erstveröffentlichung: 22. September 2021           |